# Преврат в Румъния (1944)
Превратът в Румъния на 23 август 1944 година е държавен преврат, отстранил правителството на Румъния, водено от Йон Антонеску.
Той е извършен от крал Михай I с подкрепата на армията и група политически партии – Комунистическата партия, Социалдемократическата партия, Националната либерална партия и Националната селска партия. Това става по време на Втората яшко-кишиневска операция, когато румънските войски търпят тежки поражения в Молдова и силите на Съветския съюз навлизат в страната. Основна цел на преврата е сключването на сепаративно примирие със Съветския съюз.